# 罗源县 (闽东苏区)

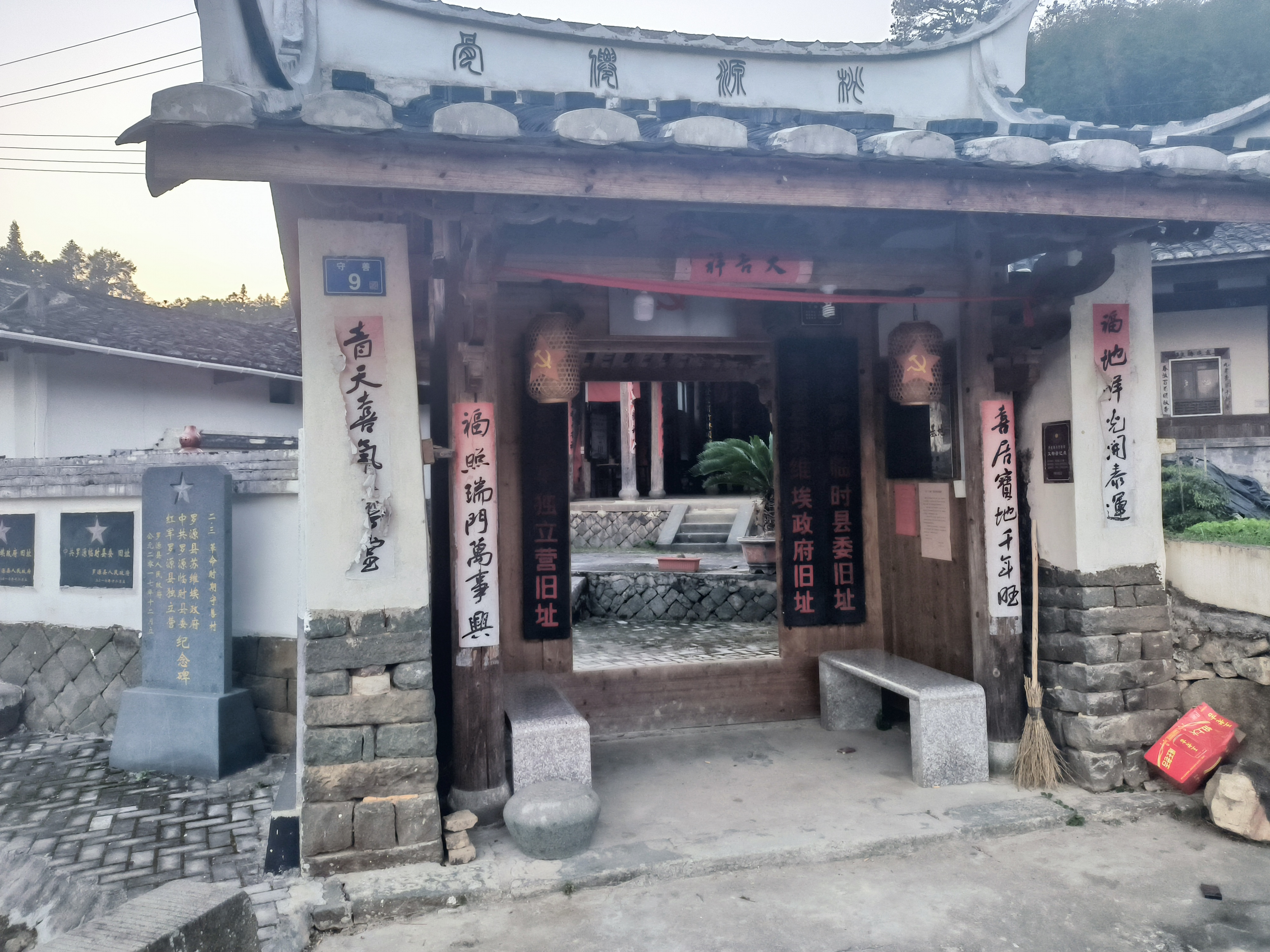
位于罗源县飞竹镇仓前村守善自然村的罗源县苏维埃政府旧址

罗源县（1934年3月—1935年2月）是闽东革命根据地的一个县。

## 历史沿革
民国23年（1934年）2月，中国工农红军闽东独立师第十三独立团到罗源山区活动；3月，建立罗源县苏维埃政府，政府机关驻守善村（今属飞竹镇仓前村），阮在永任政府主席，下辖石别、岭头、河阳、小善4个区，隶属于闽东苏维埃政府。同年8月，中国工农红军北上抗日先遣队攻克罗源县城，苏维埃政府随即召开公审大会，将国民政府委任的罗源县长徐震芳等8人处死。9月，闽东苏维埃政府将连罗县苏维埃政府改组为连江县苏维埃政府，原连罗县下辖的罗源部分划归罗源县苏维埃政府管辖。是年年底，张汉良接任罗源县县长，组织铲共义勇队和清乡委员会，配合福建省保安团围剿共产党控制区，民国24年（1935年）2月，罗源县苏维埃政府解体。

## 纪念
2017年，罗源县人民政府在飞竹镇仓前村的罗源县苏维埃政府旧址立碑纪念。2021年，罗源县人民政府将部分苏维埃政府相关建筑纳入“罗源县苏维埃革命教育基地”，基地包括中共罗源临时县委旧址、苏维埃政府旧址、苏维埃革命历史纪念馆、独立营陈列馆等4处建筑。